# Amakasu Kagemochi
Amakasu Kagemochi (甘粕 影持 (Cam Phách Ảnh Trì) Amakasu Kagemochi, mất 22 tháng 7, 1604) là một samurai phục vụ cho Uesugi Kenshin trong thời kỳ Sengoku ở Nhật Bản.

## Sự nghiệp
Kagemochi có mặt trong trận đánh thứ 4 trận Kawanakajima vào năm 1561, trong vai trò là người trấn giữ khúc sông cạn của sông Amenomiya. Ông còn có mặt trong một vài trận chống lại nhà Oda và vẫn còn phục vụ hết lòng cho nhà Uesugi khi nhà này chuyền tới Aizu vào năm 1600.